# Daniel von Bergen
Daniel von Bergen (født 3. august 1724 i Odense, død 5. april 1773 i København) var en dansk landsdommer og samler af historiske materialer.
Daniel von Bergen var søn af justitsråd og landsdommer Andreas von Bergen (1678-1763) og Karen, født Landorff (1690-1731),  og blev student fra Odense Skole i 1740. Nogle år senere, 1743 blev han sekretær i det Danske Kancelli, og senere blev han  vice-landsdommer på Fyn og Langeland i 1748. Han blev udnævnt til justitsråd i 1768.
I sine yngre dage samlede von Bergen på danske mønter, bøger, manuskripter og dokumenter; en stor del af dette skænkede han til Det kongelige danske Selskab for Fædrelandets Historie, som han var medstifter af.
Han blev gift 8. juli 1850 med Anne Marie Castenschiold (født 12. november 1735, død 9. december 1778) på Knabstrup. De fik tre børn: Jacobine (1752-1825), Cathrine (1754-1806 og  Johan Lorentz von Bergen (1755-1769).